# Eleccions legislatives macedònies de 2002
Les eleccions legislatives macedònies de 2002 se celebraren el 5 de juliol de 2002 per a renovar els 120 membres de l'Assemblea de la República de Macedònia. El vencedor fou la coalició encapçalada per la Unió Socialdemòcrata de Macedònia i el Partit Liberal Democràtic i Branko Tsrvènkovski fou nomenat primer ministre de Macedònia.

## Resultats
Resultat de les eleccions d'5 de juliol de 2002 per a l'Assemblea de la República de Macedònia
| Partits i coalicions                                                                                          | Partits i coalicions | Vots | %    | Escons |
| --- | --- | ---- | ---- | ------ |
| Junts per Macedònia (Za Makedonija zaedno)                                                                    | Unió Socialdemòcrata de Macedònia (Socijaldemokratski Sojuz na Makedonija) |      | 40.5 | 43     |
| Junts per Macedònia (Za Makedonija zaedno)                                                                    | Partit Liberal Democràtic (Liberalno-Demokratska Partija) | 12   | 40.5 |        |
| Junts per Macedònia (Za Makedonija zaedno)                                                                    | Partit Democràtic dels Turcs (Demokratska Partija na Turcite) | 2    | 40.5 |        |
| Junts per Macedònia (Za Makedonija zaedno)                                                                    | Lliga Democràtica dels Bosnians (Demokratska Liga na Boshnjacite) | 2    | 40.5 |        |
| Junts per Macedònia (Za Makedonija zaedno)                                                                    | Partit Unit dels Romas a Macedònia (Obedinita Partija na Romite na Makedonija) | 1    | 40.5 |        |
| Junts per Macedònia (Za Makedonija zaedno)                                                                    | Partit Democràtic dels Serbis (Demokratska Partija na Srbite) | 1    | 40.5 |        |
| Junts per Macedònia (Za Makedonija zaedno)                                                                    | Unió Democràtica dels Valacs (Demokratski Sojuz na Vlasite) | 0    | 40.5 |        |
| Junts per Macedònia (Za Makedonija zaedno)                                                                    | Partit dels Treballadors Agraris (Rabotnicka Zemjodelska Partija) | 0    | 40.5 |        |
| Junts per Macedònia (Za Makedonija zaedno)                                                                    | Partit Socialcristià de Macedònia (Socialisticka Hristijanska Partija na Makedonija) | 0    | 40.5 |        |
| Junts per Macedònia (Za Makedonija zaedno)                                                                    | Partit Verd de Macedònia (Zelena Partija na Makedonia ) | 0    | 40.5 |        |
| Coalition: | Organització Revolucionària Interior Macedònia - Partit Democràtic per la Unitat Nacional Macedònia (Vnatrešno-Makedonska Revoluciona Organizacija-Demokratska Partija za Makedonsko Nacionalno Edinstvo) |      | 24.4 | 28     |
| Coalition: | Partit Liberal de Macedònia (Liberalna Partija na Makedonija) | 5    | 24.4 |        |
| Unió Democràtica per la Integració (Demokratska Unija za Integracija)                                         | Unió Democràtica per la Integració (Demokratska Unija za Integracija) |      | 11.9 | 16     |
| Partit Democràtic dels Albanesos (Partia Demokratike Shqiptare/Demokratska Partija na Albancite)              | Partit Democràtic dels Albanesos (Partia Demokratike Shqiptare/Demokratska Partija na Albancite) |      | 5.2  | 7      |
| Partit per la Prosperitat Democràtica (Partia e prosperiteti demokratike /Partija za Demokratski Prosperitet) | Partit per la Prosperitat Democràtica (Partia e prosperiteti demokratike /Partija za Demokratski Prosperitet)                                                                                             |      | 2.3  | 2      |
| Partit Nacional Democràtic (Nacionala Demokratska Partija)                                                    | Partit Nacional Democràtic (Nacionala Demokratska Partija) |      | 2.1  | 1      |
| Partit Socialista de Macedònia (Socijalisticka Partija na Makedonija)                                         | Partit Socialista de Macedònia (Socijalisticka Partija na Makedonija) |      | 2.1  | 1      |
| Alternativa Democràtica (Demokratska Alternativa)                                                             | Alternativa Democràtica (Demokratska Alternativa) |      | 1.4  | 0      |
| Unió Democràtica (Demokratski sojuz)                                                                          | Unió Democràtica (Demokratski sojuz) |      | 1.2  | 0      |
| Total (participació 73,5%)                                                                                    | Total (participació 73,5%) |      |      | 120    |
| Font: www.izbori.org.mk i Liberal International, corregit per MIA                                             | |      |      |        |